# Bob Brown
Robert James Brown (ur. 27 grudnia 1944 w Oberon, Nowa Południowa Walia) – australijski polityk partii Zielonych, pierwszy otwarcie przyznający się do swojej orientacji homoseksualnej senator w swoim kraju.

## Życiorys
Uczęszczał do szkoły w Blacktown. W 1972 przeprowadził się na Tasmanię i szybko związał się z ruchami ekologicznymi. Spędził 19 dni w areszcie za udział w demonstracji Zielonych, wkrótce po tym został wybrany do lokalnego parlamentu. Wśród jego inicjatyw znalazły się takie kwestie, jak prawa mniejszości seksualnych czy też "Tasmania wolna od broni atomowej". Porażką zakończyła się jego próba delegalizacji pół-automatycznej broni. Stało się to parę lat przed masakrą w Port Arthur. 
W roku 1996 Bob Brown został wybrany do Senatu Australii, w 2001 miała miejsce jego reelekcja. Bob Brown był przeciwnikiem wojny w Iraku. Podczas wizyty prezydenta Busha razem z Kerry Nettle przerywał przemowę gościa, za co został zawieszony w prawach senatora na 24 godziny. 